# Comando Cóndor
El Comando Cóndor —también denominado Comando Halcón— fue un grupo de tareas formado por elementos de ideología nazi cercanos al grupo Nuevo Orden, que actuó en 1982, a finales del autodenominado Proceso de Reorganización Nacional (la dictadura militar que ocupó de facto el poder en la Argentina desde 1976 hasta 1983). Su principal objetivo, junto al Comando de Moralidad, fue  perseguir a homosexuales en las postrimerías de la dictadura.
En junio de 1982 este comando difundió un comunicado de prensa en el que afirmaba "vamos a acabar con teatros de revistas y homosexuales". En Buenos Aires, este grupo asesinó 26 personas y se adjudicó el atentado incendiario que destruyó el Teatro El Nacional el 22 de julio de 1982.